# Windows (Gesangsduo)
Windows nannte sich ein deutsch-britisches Pop-Duo, das 1972 mit dem Lied How Do You Do? Platz eins der deutschen Hitparade belegte.

## Biografie
1971 veröffentlichten die Windows das Lied How Do You Do in englischer Sprache. Kurz darauf hatte das niederländische Duo Mouth & MacNeal einen großen Erfolg mit ihrer englischen Fassung, die in Deutschland Platz 5 erreichte. Die Windows bestanden aus Jeanette McKinley (* 1. September 1948) und Peter Petrel (* 14. April 1940), der eigentlich eher aus dem Bereich Jazz kam, aber mit seiner rauchigen Stimme „Mouth“ (bzw. Willem Duyn) sehr ähnelte.
Die deutsche Fassung kam im Februar 1972 in die deutsche Hitparade und erreichte Platz 1, den sie 8 Wochen innehatte. 
Nach How Do You Do landeten die „Windows“ noch drei weitere Hitparadennotierungen jenseits der Top 40: Tell Me Baby (1972), Alright, Okay, I Love You (1973) und Hast du keine anderen Sorgen? (1974), danach widmete Petrel sich anderen Projekten.
Gemeinsam mit der Sängerin Tina Wulf formierte Petrel Mitte der 2000er Jahre die Windows neu. Das Duo veröffentlichte mehrere CDs und absolvierte diverse Auftritte.

## Diskografie

### Alben
- 1972: Meet the Windows
- 2004: Meet the Windows (Complete Works)
- 2004: How Do You Do – Die deutschen Hits

### Singles
- 1972: How Do You Do
- 1972: How Do You Do (deutsche Version)
- 1972: Tell Me Baby
- 1972: … und dabei lieben wir uns wir zwei
- 1972: Look at Me
- 1973: Alright, Okay, I Love You
- 1973: Hast du keine anderen Sorgen?
- 1974: Ha Ha Ha… for Now and Ever
- 1974: One and One Is One
- 1974: Hand in Hand
- 1974: Mir ist kein Weg zu weit (River Deep – Mountain High)
- 2004: Winterzeit
- 2007: Sommerwein
- 2007: How Do You Do 2007